# Mount Natazhat
Der Mount Natazhat ist ein 4095 m hoher Berg am Nordrand der Eliaskette in Alaska, nahe der Grenze zum kanadischen Territorium Yukon.
Er liegt im Wrangell-St.-Elias-Nationalpark zwischen White River im Norden und Klutlan-Gletscher im Süden, 98 km nordöstlich von McCarthy. Der Berg befindet sich im Einzugsgebiet des Yukon River, der zum Beringmeer fließt.
Der Name des Mount Natazhat ist von der Bezeichnung der Ureinwohner Alaskas für den Berg abgeleitet und wurde erstmals 1891 vom United States Geological Survey dokumentiert.

## Besteigungsgeschichte
Die Erstbesteigung fand im Jahr 1913 durch eine kanadische Expedition des International Boundary Survey von Süden her statt.